# Le Coup-de-Vague
Le Coup-de-Vague est un roman de Georges Simenon paru en 1939.

## Résumé
Au « Coup-de-Vague », le travail de la ferme, combiné au commerce des moules, dépend dans tous ses détails des deux tantes de Jean : Hortense et Émilie. Ce sont les tantes qui, pour le bien de tous, décident de tout. Jean, qui a été élevé par elles, accomplit son travail par habitude, sans en demander davantage. Il n'a guère de soucis, jusqu'au jour où Marthe Sarlat, qui est secrètement son amie, lui annonce qu'elle est enceinte. Mais là encore, une fois mises au courant, ce sont les deux tantes qui prennent l'affaire en main : elles amènent Marthe chez une sage-femme, puis chez un gynécologue. L'avortement se fait sans que Jean ait eu son mot à dire. Il épouse pourtant Marthe, poussé à ce mariage par Hortense qui cède elle-même aux pressions du père de Marthe. Justin Sarlat, en effet, bien qu'abruti par la boisson, connaît sur la naissance de Jean des choses que celui-ci ignore et que les deux sœurs, en particulier Hortense, préfèrent ne pas voir divulguer : le père de Jean était au Gabon depuis trois ans lorsque l'enfant est né d'une mère qu'on prétend être une jeune fille de Saintes, morte en couches. Marthe et Jean habiteront au « Coup-de-Vague ». 
De santé fragile, la jeune femme reste longtemps alitée. Les deux familles ne sympathisent pas. Mal acceptée par les deux sœurs, Marthe finit par révéler à son mari que l'une de ses tantes est en réalité sa mère. Cependant, la besogne routinière de chaque jour, plus forte que tout, épargne à Jean de s'attarder à cette pénible révélation. La santé de Marthe, dont Jean se sent de plus en plus éloigné, se détériore, et ce sont de nouveau les tantes qui interviennent. Elles arrangent pour Jean un voyage à Alger, en vue de régler une affaire d'exportation. Lorsque Jean revient, sa femme, opérée durant son absence, est morte. Sortant de sa soumission habituelle, il est pris d'une violente crise de nerfs due à la conscience qu'il a soudain de sa responsabilité. Mais la vie de la ferme a ses exigences : bientôt, le travail reprend, organisé par les deux tantes, effaçant petit à petit les souvenirs...

## Aspects particuliers du roman
Un clan familial si étroit qu’il resserre son étau jusqu’à détruire le jeune couple soumis à sa tutelle, par l’anéantissement de la volonté de l’un et par l’enlisement de l’autre dans la mort. 

## Fiche signalétique de l'ouvrage

### Cadre spatio-temporel

#### Espace
Le Coup-de-Vague, hameau de Marsilly, La Rochelle. Alger. 

#### Temps
Époque contemporaine.

### Les personnages

#### Personnage principal
Jean Laclau. Travaille à la ferme de ses tantes. Célibataire. 28 ans

#### Autres personnages
- Hortense et Emilie Laclau, sœurs de Léon Laclau décédé au Gabon
- Marthe Sarlat, amie puis épouse de Jean
- Justin Sarlat, père de Marthe, ancien maire de la commune.

## Éditions
- Préoriginale dans Marianne n° 322-332 du 21 décembre 1938 au 1er mars 1939, illustrations attribuées à Gif
- Édition originale : Gallimard, 1939
- Tout Simenon, tome 21, Omnibus, 2003  (ISBN 978-2-258-06106-4)
- Romans durs, tome 4, Omnibus, 2012  (ISBN 978-2-258-09358-4)
- Romans durs, tome 4, Omnibus, 2023  (ISBN 978-2-258-20261-0)

## Source
- Maurice Piron, Michel Lemoine, L'Univers de Simenon, guide des romans et nouvelles (1931-1972) de Georges Simenon, Presses de la Cité, 1983, p. 84-85  (ISBN 978-2-258-01152-6)